# Never Meet Your Heroes
"Never Meet Your Heroes" es el primer episodio de la serie de televisión estadounidense Hawkeye, basada en Marvel Comics que presenta a los personajes Clint Barton / Hawkeye y Kate Bishop. Sigue a Bishop, quien se ve envuelta en una conspiración que obliga a Barton a dejar su retiro. El episodio está ambientado en el Universo cinematográfico de Marvel (MCU), compartiendo continuidad con las películas de la franquicia. Fue escrito por el escritor principal Jonathan Igla y dirigido por Rhys Thomas.
Jeremy Renner repite su papel de Clint Barton de la saga cinematográfica, con Hailee Steinfeld uniéndose a él como Kate Bishop. Tony Dalton, Fra Fee, Brian d'Arcy James, Aleks Paunovic, Piotr Adamczyk, Linda Cardellini, Simon Callow y Vera Farmiga también protagonizan el episodio. Igla se unió a la serie en septiembre de 2019 y Thomas se unió en julio de 2020. La filmación tuvo lugar en la ciudad de Nueva York, con trabajo adicional de filmación y sonido en Atlanta, Georgia.
"Never Meet Your Heroes" se lanzó en Disney+ el 24 de noviembre de 2021, junto con el segundo episodio. Los críticos elogiaron la actuación de Steinfeld como Bishop, pero sintieron que el ritmo del episodio fue lento debido a la acción limitada.

## Trama
En 2012, mientras está jugando en su casa, una joven Kate Bishop es testigo de una invasión extraterrestre en Nueva York; en un momento, se paraliza cuando los invasores se acercan a ella, pero observa como Clint Barton la salva de un guerrero chitauri. Su padre Derek muere en el caos y después de su funeral, Bishop promete convertirse en una héroe para mantenerla a ella y a su madre Eleanor a salvo.
Con el paso del tiempo, Bishop se convierte en una experimentada arquera, artista marcial y esgrimista. En la actualidad, usa sus habilidades para lanzar una flecha para hacer sonar una campana en la torre del reloj de su universidad, como parte de una apuesta. Sin embargo, provoca que la estructura se derrumba y es descubierta por la seguridad del campus. Coincidiendo con las vacaciones de Navidad, regresa a Nueva York y visita a Eleanor, quien la castiga desactivando sus tarjetas de crédito hasta nuevo aviso, mientras busca persuadir al decano de su universidad para que no la expulse. Además, Bishop descubre para su disgusto su compromiso con el empresario Jack Duquesne; en una gala de subasta benéfica, Bishop sospecha del tío de Duquesne, Armand III, cuando lo ve reprender a Eleanor y lo sigue hasta una subasta secreta del mercado negro, al que también va Jack, con artículos recuperados de los restos del Complejo de los Vengadores, donde ambos pujan por una espada que perteneció al brutal justiciero conocido como Ronin.
De repente, un grupo de matones enmascarados conocidos como la Mafia Deportista (en idioma original, Tracksuit Mafia) irrumpe violentamente en la subasta y toma como rehenes a los asistentes mientras están en busca de un reloj misterioso. Jack aprovecha el caos para robar la espada mientras Kate se pone el atuendo de Ronin, quien también iba a ser rematado y derrota a los matones, liberando a los rehenes y salvando a un perro callejero tuerto en el proceso, llevándolo a casa con ella.
Mientras tanto, Barton lucha por aceptar sus actos como Ronin y lidiar con la muerte de Natasha Romanoff, después de expresar disgusto por la representación alegre de un musical que recuerda sus hazañas. Disfruta de una tranquila noche de paseo con sus hijos, pero al regresar a su hospedaje, observa a Kate con el atuendo de Ronin en las noticias. Bishop rastrea a Armand para investigarlo, solo para encontrarlo muerto en su oficina. Ella huye de la escena del crimen, pero los deportistas la emboscan y Barton la salva, quien se sorprende al ver quien estaba detrás del traje.

## Producción

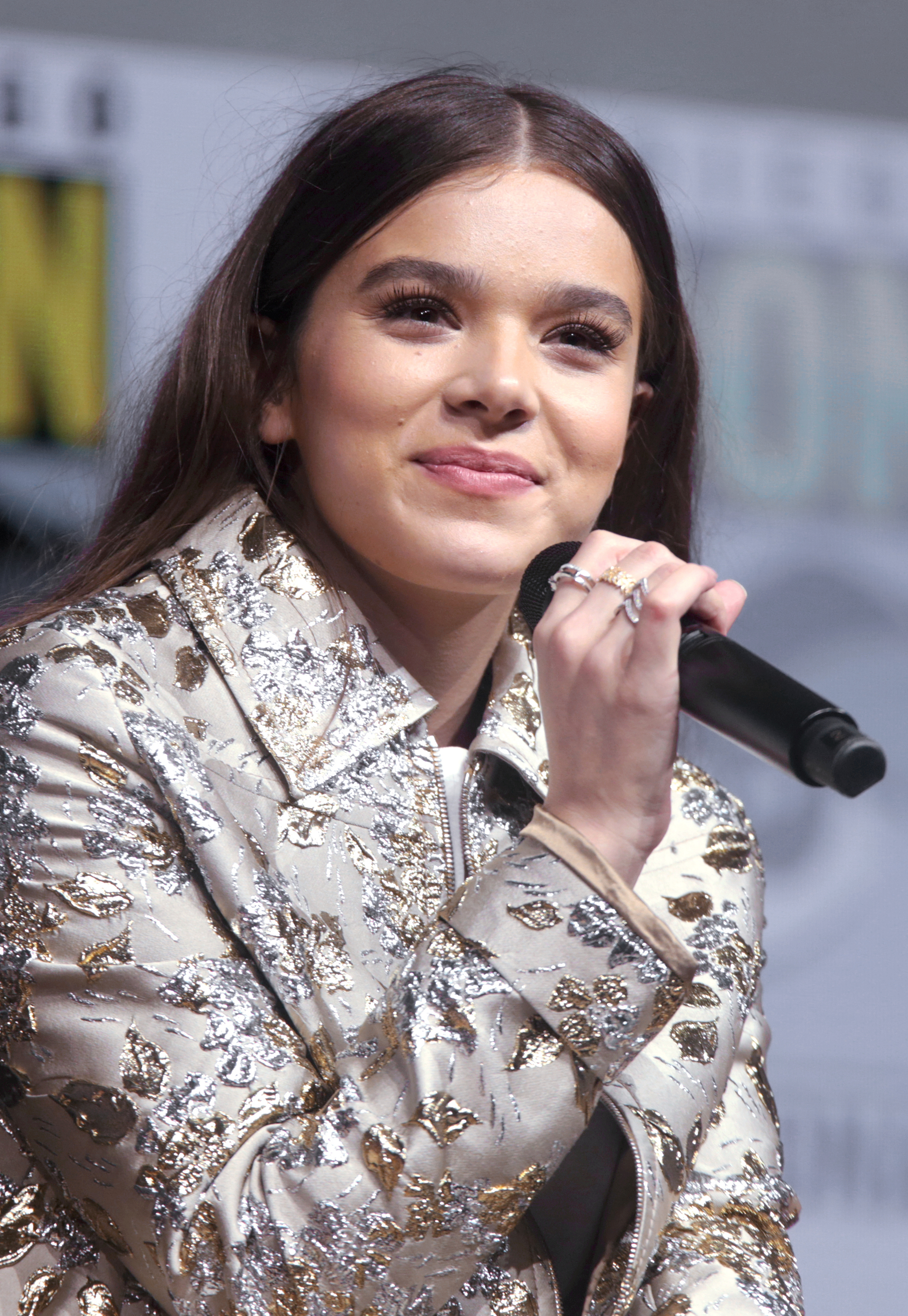
Hailee Steinfeld en la Comic-Con Internacional de San Diego (2018)

### Desarrollo
Para abril de 2019, Marvel Studios estaba desarrollando una serie en Disney+ protagonizada por Clint Barton / Hawkeye de Jeremy Renner de las películas del Universo cinematográfico de Marvel (MCU), en la que Barton legaría el manto de Hawkeye a Kate Bishop. En septiembre de 2019, Jonathan Igla fue contratado como escritor principal de Hawkeye, y en julio de 2020, Rhys Thomas fue contratado para dirigir tres episodios de la serie. Igla y Thomas son productores ejecutivos junto con Brad Winderbaum, Trinh Tran, Victoria Alonso, Louis D'Esposito y Kevin Feige de Marvel Studios.  El primer episodio, titulado "Never Meet Your Heroes", fue escrito por Igla, y fue lanzado el 24 de noviembre de 2021. 

### Escritura
Abrir el episodio con la Batalla de Nueva York fue parte del discurso de Igla desde su contratación. Igla concibió la idea queriendo establecer la noción de tener diferentes puntos de vista, que recuerda a la serie de cómics Hawkeye de 2012 de Matt Fraction y David Aja. En este caso, la batalla se revisa a través del punto de vista de una Kate Bishop más joven, que Igla sintió que permitía a la audiencia "saltar [se] adelante y atrás un poco en el tiempo" y ver las cosas desde diferentes perspectivas. También quería emparejar la primera mirada de Hawkeye de Bishop con la muerte de su padre, ya que presenciar la muerte de su padre y una invasión alienígena al mismo tiempo sería completamente aterrador.
Sintiendo que la forma en que Barton y Bishop se encontrarían por primera vez debería ser una coincidencia peculiar, Igla decidió que Bishop se infiltrara en la subasta del mercado negro por razones no relacionadas con Hawkeye, solo para que ella se recuperara y se pusiera el traje de Ronin debido a su deseo de ayudar a la gente, lo que llevó a Barton a ver más tarde lo que hizo en la televisión, pero su acto de rescatar a Lucky the Pizza Dog rápidamente le planteó a Barton la idea de que quien está usando su disfraz anterior puede ser una buena persona, aunque Barton viendo el disfraz nuevamente es una "pesadilla" que consideraba "muertos y enterrados". Sin embargo, la escena de la primera conversación entre Barton y Bishop aún no se había escrito cuando se eligió a Hailee Steinfeld, ya que escribieron el programa con Steinfeld en mente. Como parte de su "lista de deseos" de personajes que los escritores querían incluir en el programa, la Tracksuit Mafia (Mafia Deportista, en español) fue elegido como el villano principal después de su debut en la carrera Fraction / Aja, habiéndose convertido en villanos clásicos de Hawkeye desde entonces.  Fue idea del productor ejecutivo Trinh Tran que Bishop se pusiera el traje de Ronin, ya que era un momento crucial para los escritores porque abrió el momento en el que se fusionaron las historias de Barton y Bishop. 
Igla también decidió incluir un montaje sobre por qué Barton necesita un audífono después de sus muchas aventuras vistas en las películas para mostrar el impacto duradero que tiene su estilo de vida heroico, a diferencia de los otros compañeros de equipo con superpoderes. Eligió los momentos del montaje al sugerir elegir la "explosión más cinematográfica, de aspecto costoso y la ofensa al nivel de los Vengadores" por la que ha pasado Hawkeye.  Tanner Bean, el editor ejecutivo de historias del programa, volvió a ver avengers: Endgame (2019) para ver qué otros artefactos podría haber encontrado la Tracksuit Mafia entre los escombros de la Batalla de la Tierra para la escena de la subasta del mercado negro, y una cosa que trató de incluir fue la "La cucaracha" -tocando el volante de la camioneta de Luis, aunque el huevo de Pascua no estaba incluido. 

### Casting
El episodio está protagonizado por Jeremy Renner como Clint Barton, Hailee Steinfeld como Kate Bishop, Tony Dalton como Jack Duquesne, Fra Fee como Kazi, Brian d'Arcy James como Derek Bishop, Aleks Paunovic como Ivan, Piotr Adamczyk como Thomas, Linda Cardellini como Laura Barton, Simon Callow como Armand Duquesne III y Vera Farmiga como Eleanor Bishop. También aparecen Carlos Navarro como Enrique, Ben Sakamoto como Cooper Barton, Ava Russo como Lila Barton, Cade Woodward como Nathaniel Barton, Clara Stack como la joven Kate Bishop, Nichele Lambert como Greer, Regina Bryant como Franny, Brian Troxell como Gary y Jonathan Bergman como Armand Duquesne VII.  Además, Hiroyuki Sanada aparece como Akihiko en imágenes de archivo de Avengers: Endgame.

### Filmación y diseño
El rodaje comenzó a principios de diciembre de 2020 en la ciudad de Nueva York, incluso en el Lotte New York Palace Hotel.  La filmación adicional tuvo lugar en Trilith Studios y Tyler Perry Studios en Atlanta, Georgia. La secuencia del título principal del episodio fue diseñada por Perception. A diferencia de los episodios posteriores, "Never Meet Your Heroes" presenta una secuencia de título de apertura que narra la historia de Bishop entre sus apariciones antes y después de la secuencia, con Perception creando el efecto del paso del tiempo saltando fotogramas entre momentos clave. 

### Música
El episodio presenta un número musical del musical ficticio de Broadway Rogers: The Musical  titulado "Save the City", centrado en la Batalla de Nueva York de The Avengers (2012) y escrito por Marc Shaiman y Scott Wittman. Fue lanzado como sencillo el 24 de noviembre.

## Marketing
Después del lanzamiento del episodio, Marvel anunció productos inspirados en los dos primeros episodios como parte de su promoción semanal "Marvel Must Haves" para cada episodio de la serie, incluida ropa y Funko Pops, incluidos Barton y Bishop con Lucky.

## Recepción

### Audiencia
La aplicación de seguimiento de espectadores Samba TV informó que la serie tuvo el estreno más bajo de las series del MCU de acción en vivo hasta la fecha, con un estimado de 1.5 millones de hogares viendo el episodio en los primeros cinco días. Esto siguió a los estrenos de Loki (2,5 millones, 5 días), The Falcon and the Winter Soldier (1,8 millones, 3 días) y WandaVision (1,6 millones, 3 días). Según Nielsen Media Research, que mide la cantidad de minutos vistos por el público estadounidense en televisores, Hawkeye fue la segunda serie original más vista en los servicios de transmisión durante la semana del 22 al 28 de noviembre con 853 millones de minutos vistos. El estreno de dos episodios de Hawkeye fue la serie de transmisión superior para los espectadores en los Estados Unidos durante la semana que finalizó el 28 de noviembre según Whip Media de TV Time.

### Respuesta crítica
El sitio web del agregador de reseñas Rotten Tomatoes informa un índice de aprobación del 100% con una calificación promedio de 7.30/10, según 16 reseñas. El consenso crítico del sitio dice: "Never Meet Your Heroes' prepara la mesa para la primera temporada de Hawkeye con un episodio introductorio que pone a Hailee Steinfeld al frente y al centro".
Dando al episodio 3 de 5 estrellas, Keith Phipps de Vulture dijo que el estreno "hace que las cosas tengan un comienzo prometedor aunque corto". Phipps elogió el escenario navideño y afirmó que, como resultado, el episodio tuvo una "atmósfera que lo distingue de otras historias del MCU". Sintió que el episodio carecía de contexto para la vida de Kate Bishop y Barton debido a la cantidad de escenarios en el episodio y que los personajes secundarios no se destacaron tan prominentemente como podrían haber sido, especialmente considerando el calibre de actores como Farmiga interpretando a ellos. En general, Phipps creía que "Never Meet Your Heroes" era un buen comienzo de la serie, pero no perfecto. Jack Shepherd de GamesRadar + elogió tanto a Renner como a Steinfeld por sus actuaciones, diciendo que Hawkeye de Renner recibió "inmediatamente más profundidad" que sus apariciones anteriores en el MCU, mientras que Steinfeld le dio encanto a Bishop, a pesar de su arrogancia. Shepherd creía que ciertas partes del episodio tenían una "reacción tonal", específicamente en lo que respecta a la seriedad de la historia personal de Barton y la "campanidad navideña" a lo largo del episodio. Shepherd también le dio al episodio 3 de 5 estrellas, afirmando que "cuando Hawkeye se inclina hacia su lado absurdo, divertido y navideño, tiene éxito". Kirsten Howard de Den of Geek le dio al estreno de dos episodios un 4.5 de 5, le gustó el escenario navideño y dijo que no eran fanáticos de Rogers the Musical, así que después de que Barton sufrió, pareció considerar al menos temporalmente el graffiti "Thanos tenía razón" como cierto. Sintieron que "la capacidad de Renner para hacer mucho trabajo de personajes con una toma de reacción significa que la audiencia recibe un golpe rápido por sus triunfos y derrotas a raíz de la persecución mal juzgada de Thanos". Como resultado, fue entonces cuando sintieron que la serie podía ser especial.